# Cutienebugu
Cutienebugu ou Cotienebugu é uma vila da comuna rural de Carabasso, na circunscrição de Sicasso, na região de Sicasso no sul do Mali. Historicamente está na região de Zeguedugu.

## História
Em 1857, o fama Daulá Traoré (r. 1845–1860) do Reino de Quenedugu atravessa o Banifingue e em Sugula conheceu o chefe de Cutienebugu que informou-o de suas dificuldades com a aldeia de Surunto/Sugunto. A aldeia foi cercada por um ano e seus habitantes, extenuados pelas circunstâncias, abandonam a vila e dirigem-se a Pela, para onde Daulá os persegue.